# Clarine Seymour
Pour les articles homonymes, voir Seymour (patronyme).
Clarine Seymour est une actrice américaine de l'époque du cinéma muet, née à Brooklyn (New York) le 9 décembre 1898 et morte à New York le 25 avril 1920.

## Biographie
Après quelques courts métrages comiques, Clarine Seymour est engagée par D. W. Griffith. Alors que sa carrière semblait vraiment démarrer, elle doit être hospitalisée en 1920 pour une occlusion intestinale. Elle y contracte une pneumonie. Elle décède alors qu'elle n'avait que 21 ans.

## Filmographie
- 1917 : Pots-and-Pans Peggy d'Eugene Moore (es)
- 1917 : Le Mystère de la double croix (en) (The Mystery of the Double Cross) de William Parke et Louis Gasnier
- 1917 : It Happened to Adele (en) de Van Dyke Brooke
- 1918 : A One Night Stand de Gilbert Pratt et Hal Roach
- 1918 : Fare, Please
- 1918 : Toto est surmené (His Busy Day) de Hal Roach
- 1918 : The Furniture Movers
- 1918 : Toto cuisinier (Fire the Cook)
- 1918 : Beach Nuts de Hal Roach
- 1918 : Do Husbands Deceive? de Hal Roach
- 1918 : Toto, professeur de gymnastique (Nipped in the Bud) de Hal Roach
- 1918 : Une famille d’affolés (The Dippy Daughter)
- 1918 : Au jour le jour (Just Rambling Along) de Hal Roach
- 1918 : Toto vagabond (An Enemy of Soap) de Hal Roach
- 1918 : Toto porte les bagages (Check Your Baggage) de Hal Roach
- 1919 : Toto's Troubles de Hal Roach
- 1919 : Dans la tourmente (The Girl Who Stayed at Home) de D. W. Griffith
- 1919 : Le Pauvre Amour (True Heart Susie) de D. W. Griffith
- 1919 : Le Calvaire d'une mère (Scarlet Days) de D.W. Griffith
- 1920 : La Danseuse idole (The Idol Dancer) de D.W. Griffith